# Старик-Камень (скала)

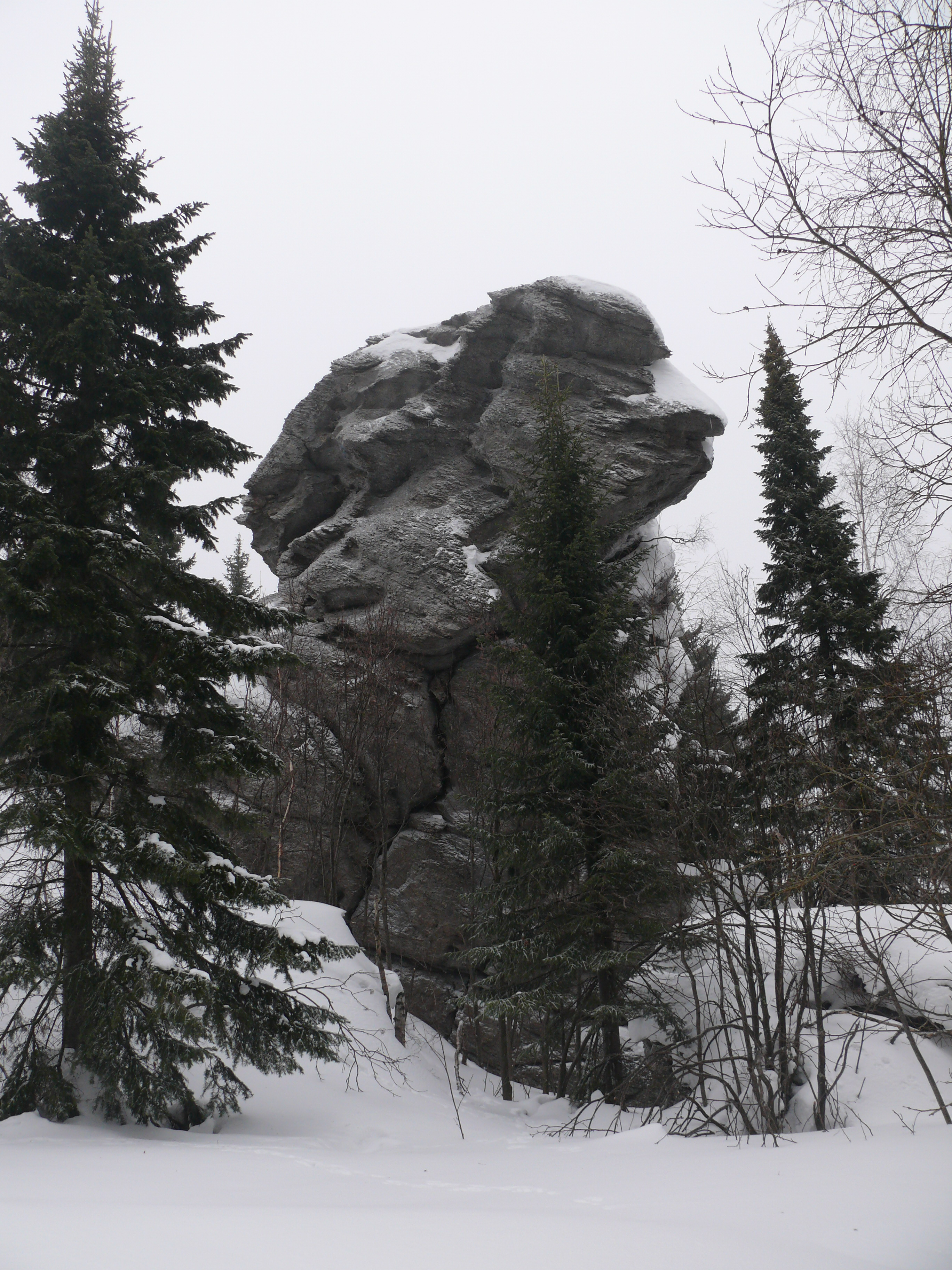
Вид на скалу Старик-Камень

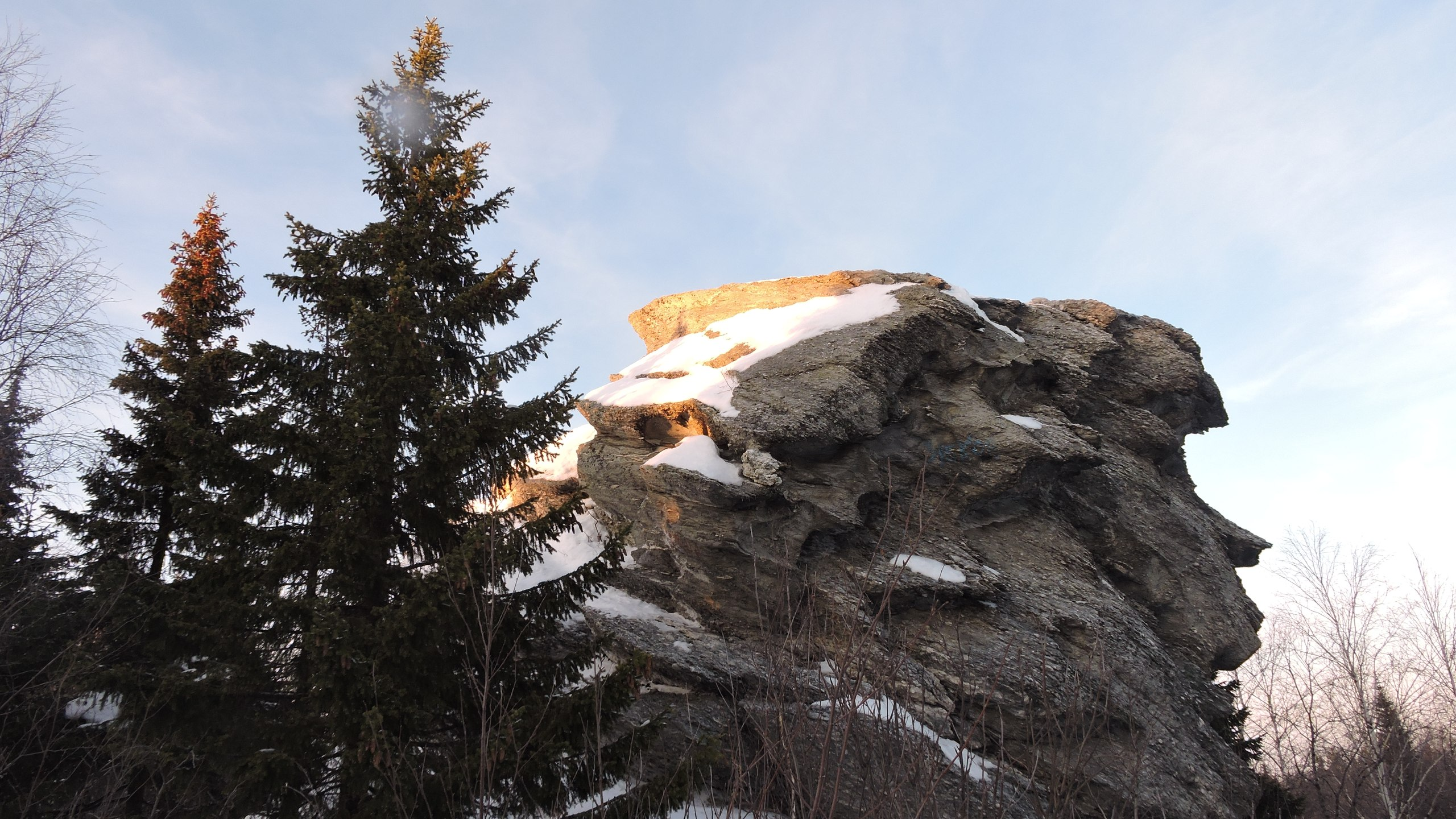
Скала Старик-Камень

Старик-Камень (Голова Шунута) — скала в Уральских горах на границе муниципального образования «городской округ Ревда» Свердловской области в России. Одна из вершин хребта Коноваловский увал в трёх километрах от горы Шунут. Скала получила своё название за характерные очертания, напоминающие голову старца. Геоморфологический памятник природы и популярное место туризма.

## Географическое положение
Гора Старик-Камень расположена на Среднем Урале на границе муниципального образования «городской округ Ревда» и муниципального образования «Нижнесергинский район» в хребте Коноваловский увал, в 5 километрах к юг-юго-востоку от горы Шунут, в 10,5 километрах на запад-северо-запад от посёлка Большая Лавровка. Высота горы — 648,1 метра. Геоморфологический памятник природы . На вершине – причудливые скальные образования высотой в 25–30 метра, до частичного обрушения напоминали очертаниями голову старика в фуражке.

## Описание
Старик-Камень, как и сама гора Шунут, сложен конгломератами (сцементированной галькой) и кварцитопесчаниковыми сланцами. Как утверждает географ Н. П. Архипова, этим породам более 600 миллионов лет. Вокруг горы во все стороны до горизонта простирается уральская тайга. С этого места на северо-запад на многие километры тянется гряда хребта. Со всех сторон видны хребты Дед-Камень, Коноваловский увал горы Медяковка, Антоновка, Караульная, Обрубленная, Сухарная гора, скала Соколиный Камень, Главная, Никулечева гора, Катичева гора и другие. Наиболее грандиозно выглядят к северу скальные выходы Шунут-Камня. В 20 метрах к северу от скалы находится второе скальное обнажение. Оно более высокое и массивное. Кроме того, здесь образовалось наклонное, довольно ровное горное плато со следами лесного пожара.
На скалу Старик-Камень следует взбираться осторожно, поскольку подъём достаточно неудобный, а слагающие скалу породы скользкие.
На горе растут черника и брусника, в лесах много грибов. Иногда в районе скалы встречаются зайцы, белки и лоси.

## История
Скала Старик-Камень из-за своих необычных очертаний в древности был почитаем обитавшими здесь финно-угорскими народами. Однако археологических сведений об этом месте нет.
Русские же пришли сюда в XVIII веке. Старик-камень (как и одноимённая вершина Весёлых гор) в XVIII—XIX веках был окружён старообрядческими скитами. Самый известный из них стоял на речке Малый Ик — там, где сейчас могила старицы Платониды и названный в её честь целебный источник.
Первые туристы появились здесь во второй половине XX века. Этому способствовала построенная в советские годы лесовозная дорога, проходившая Коноваловский хребет у подножия скалы. Сейчас на её месте идёт лесная просёлочная трасса.
В 1985 году скалу Старик-Камень можно увидеть в одном из художественных фильмов Свердловской киностудии. Именно здесь снималась финальная сцена фильма «Тайна Золотой горы».

## Легенда о Старике-Камне
В книге «Летопись уральских деревень. Ревдинский район» (1997 г.) приводится один из вариантов легенды о Платониде и Старике-Камне.
По легенде девушку Платониду хотели выдать замуж за нелюбимого парня, а она была влюблена в другого. В итоге она сбежала из дому и поселилась в укромном месте в лесу около деревни Краснояр:
«…А все это время её любимый ходил по седому Уралу в поисках невесты. Несколько раз проходил он мимо того места, где жила Платонида, но так незаметна была её землянка, что не мог её заметить. Спустя много лет умерла Платонида. Её похоронили на берегу реки Ик, недалеко от её бывшего жилья. Жених её, уже постаревший и поседевший, не встретив свою любимую, окаменел от усталости и бессилия. И зовут с тех пор жениха Платониды Старик-камень. И, оплакивая горькую любовь Платониды, сочатся целебные слезы радонового источника из года в год, из десятилетия в десятилетие. Так и не могли встретиться два любящих человека и остались они врозь на всю жизнь. Любуется теперь Старик-Камень речушкой Ик, у которой похоронена Платонида. А речка эта, начинаясь с Урала, не может подивиться скале, возвышающейся над лесными просторами».

## Памятник природы
С 1983 года скальные обнажения гора Старик-камень площадью в 197 гектар на территории Билимбаевского лесничества является особо охраняемой территорией Свердловской области, геоморфологическим памятником.